# Virginia State Police
Virginia State Police (formellt: Virginia Department of State Police; förkortning: VSP) är den delstatliga poliskåren i den amerikanska delstaten Virginia.
Enligt Bureau of Justice Statistics så hade Virginia State Police 1 958 heltidsanställda med polisiära befoghenheter (engelska: full-time sworn personnel) under 2018.

## Bakgrund
Virginia State Police bildades 1932 som en utväxt från Virginia Department of Motor Vehicles för att verka som delstatlig trafikpolis. Successivt har uppdraget utvidgats från trafikpolis till en delstatlig poliskår. Polismän i VSP har samma befogenheter som traditionellt tillkommer en sheriff, fast inom hela Virginia. 
Lokala stadspoliser har huvudansvaret för brottsbekämpning inom dess gränser, VSP har dock jämlöpande jurisdiktion.

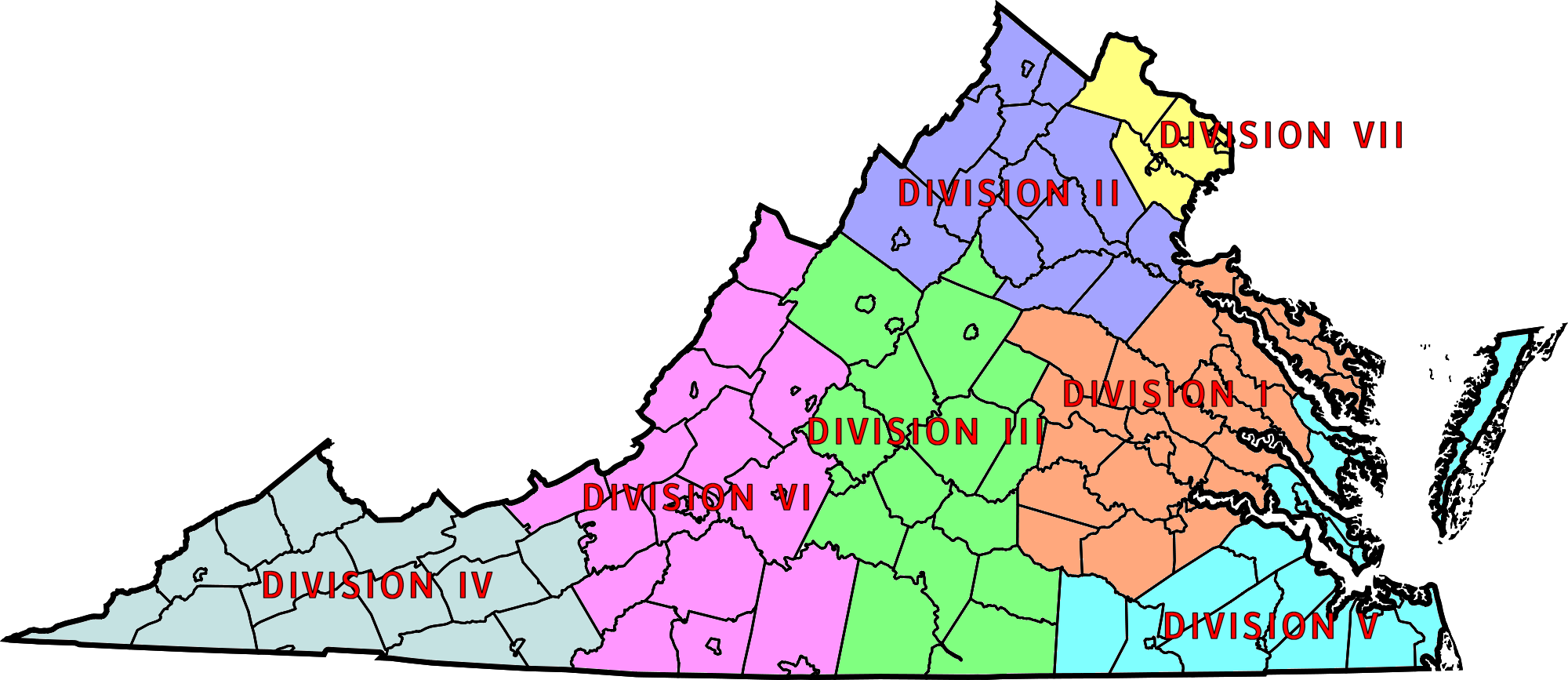
Geografisk indelning för fältkontoren för såväl BCI och BFO.

Den högsta polischefen har titeln Superintendent of State Police utses av Virginias guvernör och ska godkännas av Virginias generalförsamling om denna är i session. VSP är organiserad i tre byråer:
- Bureau of Criminal Investigation (BCI), inkluderar kriminalpolis och kriminalunderrättelsetjänst.
- Bureau of Field Operations (BFO), inkluderar polisflyg, trafikpolisenheter samt insatsstyrkor.
- Bureau of Administrative and Support Services (BASS), inkluderar utbildning och diverse stödtjänster.